# Armenvogt

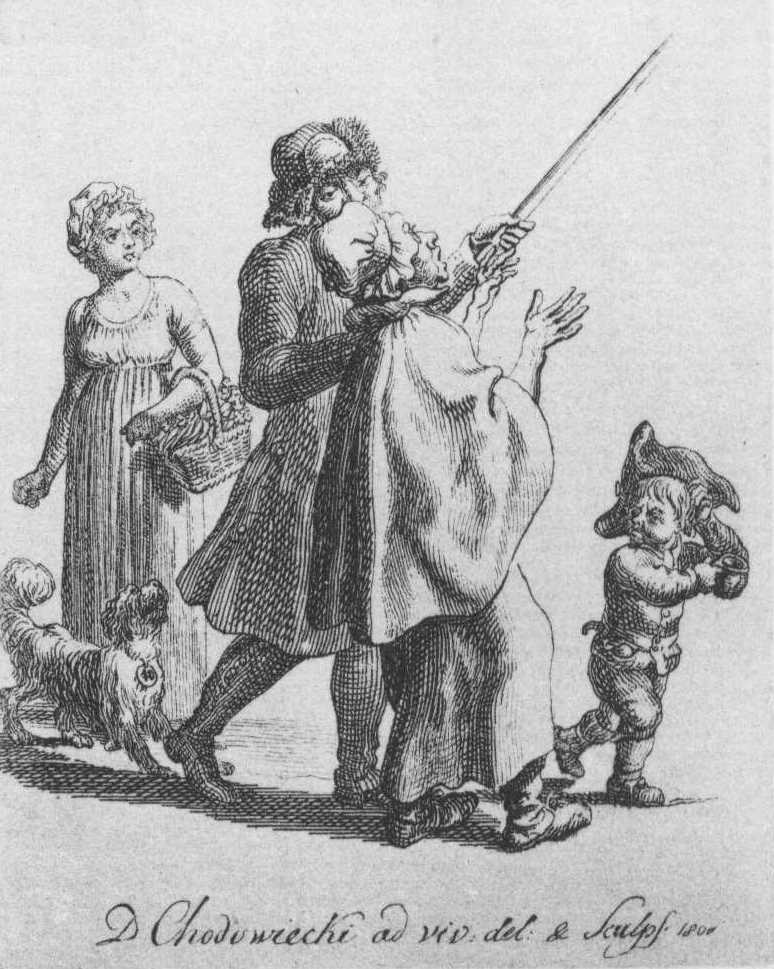
Der Bettelvogt, Kupferstich von Daniel Chodowiecki

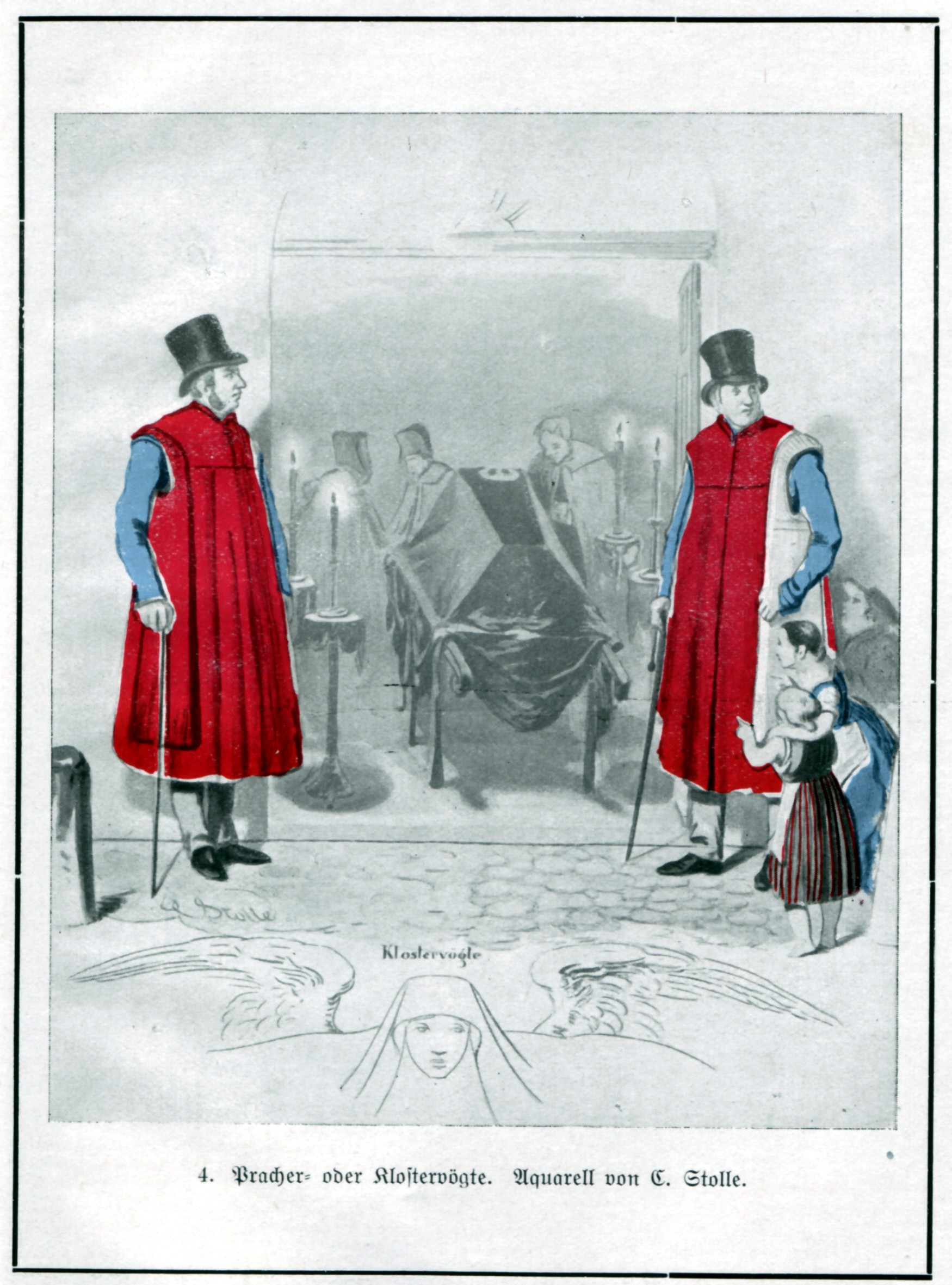
Kloster- oder Prachervögte in Lübeck (1841)

Armenvogt war vom 16. bis 19. Jahrhundert der Titel der Beamten, die für die Überprüfung von Bettlern und Armen zuständig waren. Andere Bezeichnungen waren auch Bettelvogt, Prachervogt (als „Pracher“ wurden besonders hartnäckige Bettler bezeichnet) oder Gassenvogt.
Der Armenvogt war ein von der Obrigkeit angestellter niederer Beamter, der hauptsächlich Kontrollfunktionen, jedoch keine helfende Funktion innehatte. Armenvögte überprüften die Einhaltung der strengen Auflagen des Almosengesetzes. Arbeitsfähige Bettler und Arme wurden strenger geprüft als beispielsweise Witwen, Krüppel oder Waisen.
In einer von Ihrer Königlichen Majestät zu Schweden in dero Herzogthümern Bremen und Verden veröffentlichten Polizeiverordnung von 1693 heißt es, es sollen zur Bekämpfung der Bettler „…zugleich auch gewisse Armen- und Prachervögte bestellet werden, die auff die Armen, sonderlich auff die Frembden Acht geben und dieselbe nach erhaltener Gabe von der Leute Thüren abhalten…“
Die Lübeckerin Jacobine Kunhardt vermerkte in dem Buch Lübecks Vorstädte vor siebenzig Jahren (Lübeck 1898) folgende Zeilen: „Zu den Angestellten der Anstalt (St. Annenkloster) gehörten auch die Bettel- u. Prachervögte. Diese griffen fechtende [=bettelnde] Handwerksburschen und männliche und weibliche Vagabunden … und brachten sie in Arrest, die weiblichen nach dem Marktgrevensaal im alten Schrangen, die männlichen nach dem Marstall.“